# 棠下街道
棠下街道，是中华人民共和国广东省广州市天河区下辖的一个乡镇级行政单位。

## 行政区划
棠下街道下辖以下地区：
棠德南社区、祥龙社区、荷光西社区、荷光东社区、达善西社区、棠德北社区、邮电社区、天安社区、丰乐社区、广棠社区、枫叶社区、尚景社区、加拿大花园社区、东南社区、达善东社区、华景西社区和华景东社区。

地理位置：
广州市中心以东，靠近中山大道，北靠广园快速干线，广州快速公交系统BRT位列其间，居住人口主要为外来务工人员。